# Shuanghe
Shuanghe (双河市S, ShuānghéP) è una città-contea della Cina, situata nella regione autonoma di Xinjiang.